# ロドルフォ・リピツァー賞国際ヴァイオリン・コンクール
ロドルフォ・リピツァー賞国際ヴァイオリン・コンクール（伊: Concorso Internazionale di Violino “Premio Rodolfo Lipizer”）は、イタリア、フリウリ＝ヴェネツィア・ジュリア州ゴリツィアで開催される若手ヴァイオリン奏者のためのコンクールである。

## 概要
ゴリツィア生まれのヴァイオリニストであるロドルフォ・リピツァーの名を冠する。1982年に第1回が開催された。
参加資格は、満35歳未満の各国のヴァイオリン奏者であり、審査委員は、イタリアの作曲家と、イタリア国内外の国際的に著名なヴァイオリニストで構成される。第1位の賞金は1万ユーロである。
このコンクールでは、二次審査（セミファイナル）の課題曲には、イタリアの著名な現代作曲家からコンクール用の新曲が書き下ろされることになっている。第42回（2023年）では、ダニエレ・ザネットヴィッチが、第43回（2024年）では、ジョヴァンニ・アルビニが、それぞれ曲を提供した。

## 開催年と入賞者
過去の優勝者などについては、公式ウェブサイトに掲載されている。

### 第1回（1982年）
- 第1位　Hae-Sun Kang （韓国）
- 第2位　久保田巧（日本）[7]
- 第3位　永田邦子（日本）
- 第4位　木村恭子（日本）[8]
- 第5位　ボリス・クシュニール（英語版） （ソ連）

### 第2回（1983年）
- 第1位　木野雅之（日本）[9][10]
- 第2位　Konstantin Stolanov （ベルギー）
- 第3位　クリストフ・ポッペン （ドイツ）
- 第4位　クシシュトフ・ヴェグルジーン（ドイツ語版） （ポーランド）
- 第5位　Olga Nodel （ソ連）

### 第3回（1984年）
- 第1位　なし
- 第2位　クシシュトフ・ヴェグルジーン[注釈 2] （ポーランド）
- 第3位　Marco Fornaciari （イタリア）
- 第5位　鷲山かおり（日本）[11]、Berthilde Dufour （フランス）
- 第6位　Faffaella Acella （オーストリア）、Claudia Federspieler （イタリア）

### 第4回（1985年）
- 第1位　なし
- 第2位　テディ・パパヴラミ （アルバニア）
- 第3位　Sung-Sie Yang （韓国）、クリストフ・スミエタナ（ポーランド語版） （ポーランド）、ジュラ・シュトュッレール（フランス語版） （ハンガリー）
- 第6位　Anna Leonardo （ベルギー）、Giacobbe Stevanato （イタリア）

### 第5回（1986年）
- 第1位　アレクサンドル・ドゥバッハ（英語版） （スイス）
- 第2位　Lyndon Daniel Taylor （アメリカ）
- 第3位　なし
- 第4位　Daniel Nodel （ソ連）
- 第5位　Etienne Pfender （フランス）

### 第6回（1987年）
- 第1位　Maximilian Schoner （オーストリア）
- 第2位　Stephan Picard （西ドイツ）
- 第3位　アラ・マリキアン（英語版） （レバノン）、菊地裕美（日本）
- 第5位　Yuri Braginsky （ベルギー）
- 第6位　レヌーツァ・チュレイ（wikidata） （ルーマニア）

### 第7回（1988年）
- 第1位　Kun Hu（英語版） （中国）
- 第2位　ジャン＝マルク・フィリップス＝ヴァルジャベディアン（wikidata） （フランス）
- 第3位　Kazimier Olechowski （ポーランド）
- 第6位　ソニア・コーケアラ（英語版） （フィンランド）、フランチスカ・ピーチ（ドイツ語版） （西ドイツ）

### 第8回（1989年）
- 第1位　セルゲイ・クリロフ（英語版） （ソ連）
- 第2位　フランチスカ・ピーチ[注釈 2] （西ドイツ）
- 第3位　イグナス・ジャン（英語版） （フランス）
- 第4位　植村理葉（日本）
- 第5位　Mateja Marinkovic （ユーゴスラヴィア）
- 第6位　フィリップ・アイヒ（フランス語版） （フランス）

### 第9回（1990年）
- 第1位　菅野美絵子（wikidata） （日本）
- 第2位　Myriam Dal Don （イタリア）
- 第3位　グレブ・ニキティン （ソ連）
- 第4位　Mircea Calin （ルーマニア）、アンナリー・パティパタナクーン（英: Annalee Patipatanakoon） （カナダ）
- 第6位　Mikhail Tsinman （ソ連）

### 第10回（1991年）
- 第1位　リヴィウ・プルナール（英語版） （ルーマニア）
- 第2位　バーバラ・ブルクドルフ（wikidata） （ドイツ）
- 第3位　Mario Korunic （ユーゴスラヴィア）、フリーデマン・アマデウス・トライバー（wikidata） （ドイツ）
- 第5位　モヴセス・ポゴシアン（wikidata） （アルメニア）
- 第6位　伊藤真貴 （日本）

### 第11回（1992年）
- 第1位　アナスタシア・チェボタリョーワ（ロシア）
- 第2位　Chang Guo （中国）
- 第3位　ジョヴァンニ・アンジェレーリ（イタリア語版） （イタリア）、ロラン・ゲーレン（ドイツ語版） （オランダ）、石橋幸子（日本）
- 第6位　小林多美子（日本）

### 第12回（1993年）
- 第1位　ステファン・ミレンコヴィッチ（英語版） （ユーゴスラヴィア）
- 第2位　Gabriele Pieranunzi （イタリア）
- 第3位　エマヌエーレ・バルディーニ（英語版） （イタリア）
- 第4位　Melina Mandozzi （スイス）
- 第5位　Chang Guo[注釈 2] （中国）
- 第6位　Violetta Eckhardt （ハンガリー）

### 第13回（1994年）
- 第1位　なし
- 第2位　Nicolas Gourbeix （フランス）、イゴール・マリノフスキー（英語版） （ロシア）
- 第4位　アラ・マリキアン（英語版） （レバノン）、佐藤まどか（日本）、Yi Wang （中国）
- 第6位　ラドスラフ・シュルツ（wikidata） （ポーランド）

### 第14回（1995年）
- 第1位　クリストフ・バラティ （ハンガリー）
- 第2位　フローリン・クロイトル（wikidata） （ルーマニア）
- 第3位　ジョヴァンニ・アンジェレーリ[注釈 3] （イタリア）、Andreas Zumthor （スイス）
- 第5位　Sergey Ostrovsky （イスラエル）
- 第6位　Marko Josifoski （ユーゴスラヴィア）

### 第15回（1996年）
- 第1位　ターニャ・ベッカー＝ベンダー （ドイツ）
- 第2位　Rodion Petrov （ロシア）
- 第3位　Aroussiak Baltaian （ブルガリア）
- 第4位　Miloš Petrović （ユーゴスラヴィア）
- 第5位　Darius Dikšaitis （リトアニア）
- 第6位　Dominika Falger （ポーランド）

### 第16回（1997年）
- 第1位　Yana Deshkova[注釈 4] （ブルガリア）
- 第2位　Sergey Levitin （ロシア）
- 第3位　Yi-Fang Huang （台湾）
- 第4位　小野明子 （日本）、田中晶子 （日本）
- 第6位　Xiang Chen （オーストラリア）

### 第17回（1998年）
- 第1位　なし
- 第2位　Daniel Kobyliansky （イスラエル）
- 第3位　François Sochard （フランス）
- 第4位　Kowoon Yang （韓国）
- 第5位　ネマニャ・ラドゥロビッチ （ユーゴスラヴィア）、Evgueni Stembolski （ロシア）
- 第6位　ジャック・リーベック（英語版） （イギリス）

### 第18回（1999年）
- 第1位　イージャ・スザンヌ・ホウ（英語版） （カナダ）
- 第2位　小野明子[注釈 5] （日本）、Rodion Zamuruev （ロシア）
- 第4位　Gabriel Nikolas Adorjan （デンマーク）
- 第5位　大島莉紗 （日本）
- 第6位　オレグ・カスキフ（wikidata） （ウクライナ）

### 第19回（2000年）
- 第1位　バイバ・スクリデ（英語版） （ラトヴィア）
- 第2位　グラフ・ムリャ（wikidata） （ロシア）
- 第3位　Shlomo Dobrinsky （イスラエル）
- 第4位　坪井悠佳 （日本）[13]
- 第5位　Christophe Mourguiart （フランス）
- 第6位　Fatima Aaziza （ポーランド）

### 第20回（2001年）
- 第1位　岡崎慶輔 （日本）
- 第2位　Michael Hsu-Wartha （ドイツ/台湾）、Jin-Woo Lee （韓国）
- 第4位　アモリ・コエトー（wikidata） （フランス）
- 第5位　Omar Chen Guey （ブラジル）、Miloš Petrović[注釈 6] （ユーゴスラヴィア）

### 第21回（2002年）
- 第1位　日下紗矢子 （日本）
- 第2位　糸井真紀 （日本）
- 第3位　Mayra Adjei-Salinas （ドイツ）
- 第4位　宮下綾子 （日本）
- 第5位　ヴァディム・ツィジク（フランス語版） （ロシア）
- 第6位　乾ノエ（ドイツ語版） （ギリシア/日本）

### 第22回（2003年）
- 第1位　ジジョン・ワン（ドイツ語版） （中国）
- 第2位　ヴァレンティーナ・スヴィヤトロフスカヤ（wikidata） （ロシア）
- 第3位　Dimiter Ivanov （ドイツ）、アンタル・ザライ（英語版） （ハンガリー）
- 第5位　加藤えりな （日本）
- 第6位　Emil Israel Chudnovsky （アメリカ）

### 第23回（2004年）
- 第1位　アンタル・ザライ[注釈 2] （ハンガリー）
- 第2位　アンドレアス・純・ヤンケ（wikidata） （ドイツ）
- 第3位　Jae-Won Lee （韓国）、Yvonne Smeulers （オランダ）
- 第5位　レア・ビリンガー（英語版） （ドイツ）、Eung Soo Kim （韓国）

### 第24回（2005年）
- 第1位　Roman Simovic （ロシア）
- 第2位　なし
- 第3位　なし
- 第4位　Nicolas Gros （フランス）
- 第5位　Maksim Gusev （ロシア）、アンドレイ・バラーノフ（ドイツ語版） （ロシア）、Geoffrey Yeh （台湾）

### 第25回（2006年）
- 第1位　アモリ・コエトー[注釈 7] （フランス）
- 第2位　Yoon Shin Song （韓国）
- 第3位　Eung Soo Kim[注釈 8] （韓国）
- 第4位　Jaha Lee （韓国）
- 第5位　アンドレイ・バラーノフ[注釈 2] （ロシア）
- 第6位　アンデルス・ニルソン（ノルウェー語版） （ノルウェイ）

### 第26回（2007年）
- 第1位　Wonhee Bae （韓国）
- 第2位　レア・ビリンガー[注釈 9] （ドイツ）
- 第3位　ルザンダ・パンフィリ（ドイツ語版） （モルドバ）
- 第4位　Eung Soo Kim[注釈 10] （韓国）
- 第5位　Khrystyna Krekhovetska （ウクライナ）
- 第6位　James Lee[注釈 2] （韓国）

### 第27回（2008年）
- 第1位　Artur Chermonov （キルギスタン）
- 第2位　Byol Kang （韓国）
- 第3位　アンドレイ・バラーノフ[注釈 11] （ロシア）、Mikhail Pochekin （ロシア）
- 第5位　Eung Soo Kim[注釈 12] （韓国）、Maxim Kosinov （ロシア）

### 第28回（2009年）
- 第1位　なし
- 第2位　シニ＝マーリア・シモネン（フィンランド語版） （フィンランド）
- 第3位　トマ・ルフォール（フランス語版） （フランス）
- 第4位　Su Jin Lim （韓国）
- 第5位　Martha Cohen （ドイツ）
- 第6位　Ilya Gaysin （ロシア）、Eugenia Ryabinina （ロシア）

### 第29回（2010年）
- 第1位　なし
- 第2位　Dmitry Serebrennikov （ロシア）
- 第3位　Suliman Tekalli （アメリカ）
- 第4位　小林正枝 （日本）、Laura Park Chen （アメリカ）
- 第6位　Alberto Menchen Cuenca （スペイン）、イヴァン・ポチェキン（英語版） （ロシア）

### 第30回（2011年）
- 第1位　ステファン・タララ（wikidata） （ドイツ）
- 第2位　Ermir Abeshi （アルバニア）、マリア・ミルシテイン（フランス語版） （ロシア）
- 第4位　Arsenis Selalmazidis （ロシア）、クリスティーン・バラナス（英語版） （ラトビア）
- 第6位　Olga Volkova （ロシア）

### 第31回（2012年）
- 第1位　Ying Fu （中国）
- 第2位　Jaewon Kim （韓国）、Jae Hyeong Lee （韓国）
- 第4位　エレナ・グラーフ （ドイツ）
- 第5位　森園康香 （日本）、George-Claudiu Tudorache （ルーマニア）

### 第32回（2013年）
- 第1位　フョードル・ルディン （ロシア）
- 第2位　Amalia Hall （オランダ）
- 第3位　David Petrlik （フランス）
- 第4位　Min Kyung Sul （韓国）
- 第5位　Shuichi Okada （フランス）
- 第6位　レオナルド・フー（ドイツ語版） （ドイツ）

### 第33回（2014年）
- 第1位　なし
- 第2位　倉冨亮太 （日本）
- 第3位　松山総留 （日本）
- 第4位　メルエルト・カルメノワ（ポーランド語版） （カザフスタン）
- 第5位　Emily Sun （オーストラリア）
- 第6位　So Jin Kim （韓国）

### 第34回（2015年）
- 第1位　パオロ・タリアメント（イタリア語版） （イタリア）
- 第2位　ガブリエーレ・チェーチ（伊: Gabriele Ceci） （イタリア）
- 第3位　Nitzan Bartana （イスラエル）
- 第4位　Stepan Lavrov （ロシア）
- 第5位　Olga Iakushina （ロシア）、エカテリーナ・ヴァリウリーナ（フランス語版） （ロシア）

### 第35回（2016年）
- 第1位　オルガ・スロウブコヴァ（チェコ語版） （チェコ）
- 第2位　Lorenz Chen （ドイツ）
- 第3位　James Dong Jun Di （オーストラリア）、Hayato Ishibashi （日本）
- 第5位　中村太地 （日本）
- 第6位　David Ardukhanian （ロシア）

### 第36回（2017年）
- 第1位　Jung Yoon Yang （韓国）
- 第2位　Vasyl Zatsikha （ウクライナ）
- 第3位　中村太地[注釈 2] （日本）
- 第4位　Diana Pasko （ロシア）
- 第5位　David Ardukhanian[注釈 2] （ロシア）
- 第6位　Laura Delgado Casado （スペイン）

### 第37回（2018年）
- 第1位　Matthew Hakkarainen （アメリカ）
- 第2位　ハウィジッヒ・エルダース（英語版） （フランス）
- 第3位　Simon Ximeng Zhu （ドイツ）
- 第4位　Hui Hua （中国）
- 第5位　栗原壱成 （日本）
- 第6位　シモン・ウィーナー（ドイツ語版） （スイス）

### 第38回（2019年）
- 第1位　なし
- 第2位　栗原壱成[注釈 2] （日本）
- 第3位　Chaofan Wang （中国）
- 第4位　Tianren Xie （中国）
- 第5位　Namhyun Kim （韓国）
- 第6位　Maria Lundina （ロシア）

### 第39回（2020年）
- 第1位　Karen Su （米国）
- 第2位　SongHa Choi （ドイツ/韓国）
- 第3位　Anne Maria Wehrmeyer （ドイツ）
- 第4位　Nikola Pajanović （スロベニア）

### 第40回（2021年）
- 第1位　なし
- 第2位　Teofil Milenkovic （イタリア）
- 第3位　Bohdan Luts （ウクライナ）
- 第4位　Anton Jablokov （スロバキア）
- 第5位　Dennis Gasanov （ロシア）
- 第6位　Tang Yun （中国）

### 第41回（2022年）
- 第1位　Ruslan Talas （カザフスタン）
- 第2位　木村和奏 （日本）
- 第3位　Xunyue Zhang （中国）
- 第4位　Lorenz Karls （スウェーデン/オーストリア）
- 第5位　Siqi Yu （中国）
- 第6位　佐々木美緒 （日本）

### 第42回（2023年）
- 第1位　Ziling Guo （中国）
- 第2位　垣内絵実梨 （日本）
- 第3位　Elena Luisa Schwalbe （ドイツ）
- 第4位　Sofiia Plakhtsinska （ウクライナ）
- 第5位　Giulio Greci （イタリア）
- 第6位　佐藤玲果 （日本）

### 第43回（2024年）
- 第1位　Aozhe Zhang （中国）
- 第2位　Yun Tang （中国）
- 第3位　Bo Cui （中国）
- 第4位　Nicola Pajanovic （スロベニア）
- 第5位　Sofiia Plakhtsinska[注釈 2] （ウクライナ）
- 第6位　Rodion Synchyshyn （ウクライナ）

## コンクールの課題曲
《1984年から2023年までの課題曲の出典：》
コンクールの課題曲は、イタリアの作曲家に委嘱して用意される。
凡例＝
- ◯：エレナ・リピツァー（イタリア語版）に献呈
- ◇：ロレンツォ・クァッリに献呈

| 年    | 作曲者                           | 曲名                                                                                        | 備考 |
| ----- | -------------------------------- | ------------------------------------------------------------------------------------------- | --- |
| 1984  | ジュリオ・ヴィオッツィ           | 「ファンタジア」ヴァイオリンとピアノのための                                                | ◯ |
| 1985  | マリオ・ザフレード               | 「レチタティーヴォと変奏曲」ヴァイオリン独奏のための                                        | |
| 1986  | ジョルジオ・フェラーリ           | 「前奏曲とカプリッチョ」ヴァイオリンとピアノのための                                        | ◯ |
| 1987  | ルチアーノ・シャイー             | 「レチタティーヴォとアレグロ」ヴァイオリンとピアノのための                                  | ◯ |
| 1988  | リッカルド・マリピエロ           | 「セカンド・モザイク」ヴァイオリン独奏のための                                              | |
| 1989  | グイド・トゥルキ                 | 「クロイツェリアーナ」ヴァイオリンとピアノのための                                          | |
| 1990  | オッターヴィオ・ジーノ           | 「アリオーソとブルレスカ」ヴァイオリンとピアノのための                                      | ◯ |
| 1991  | ロベルト・ハゾン                 | 「ヴァイオリンと管弦楽のための協奏曲ト長調」（縮小版）                                      | |
| 1992  | ジョルジオ・カンビッサ           | ヴァイオリンとピアノのための「ビザリア」作品                                                | ◯、◇ |
| 1993  | フィルミーノ・シフォニア         | 「ツヴィッチャーマシン」ヴァイオリンとピアノのための                                        | ロドルフォ・リピツァーの作品とパウル・クレーの絵画に発想を得た                                                       |
| 1994  | フランコ・ドナトーニ             | 「Ciglio III」ヴァイオリンとピアノのための                                                  | |
| 1995  | フラヴィオ・テスティ             | 「カンゾンチーナ」ヴァイオリン独奏のための                                                  | |
| 1996  | ジャコモ・マンゾーニ             | 「フュリオソ」ヴァイオリンとピアノのための                                                  | |
| 1997  | アレッサンドロ・ソルビアーティ   | 「ソネット」ヴァイオリンとピアノのための                                                    | ◯と◇ |
| 1998  | レナート・ディオニジ             | 「ソナチネ」ヴァイオリンとピアノのための                                                    | |
| 1999  | ブルーノ・ザノリーニ             | 「ロドルフォ・リピツァーの名によるカプリッチョ」ヴァイオリン独奏のための                    | |
| 1999  | シルヴァーノ・ブッソッティ       | 「歌曲の発明 : コンクールのC」ヴァイオリンとピアノのための                                  | |
| 1999  | テレーザ・プロカッチーニ         | 「ミューテーション」作品160、ヴァイオリンとピアノのための                                   | |
| 2001  | サンドロ・ゴルリ                 | 「Lieve」ヴァイオリン独奏のための                                                           | |
| 2002  | アルド・クレメンティ             | 「ソナタ Y」ヴァイオリン独奏のための                                                        | |
| 2003  | ガエターノ・ジャンニ＝ルポリーニ | 「ノヴェレッタ」ヴァイオリンとピアノのための                                                | |
| 2005  | アドリアーノ・グァルニエリ       | 「糸は輝く…」ヴァイオリン独奏のためのカデンツァ                                             | |
| 2006  | フランコ・オッポ                 | 「ディテュランブ」ヴァイオリン独奏のための                                                  | |
| 2006  | イルマ・ラヴィナーレ             | 「カデンツァ」ヴァイオリン独奏のための                                                      | |
| 2008  | ジルベルト・ボスコ               | 「The echo returns」ヴァイオリンとピアノのための                                            | |
| 2009  | ロマン・ヴラド                   | 「詩」ヴァイオリンとピアノのための                                                          | ◯ |
| 2010  | ステファノ・プロカチョーリ       | 「そして私の魂の矛盾はゆっくりとさまよう」ヴァイオリンとピアノのための                      | [ 16 ] |
| 2011  | グイド・バッジアーニ             | 「交互の球体」ヴァイオリンとピアノのための                                                  | [ 17 ] |
| 2012  | フェルナンド・スルピツィ         | 「4つの気まぐれで楽しい推理」（グイド・アレティーノ）ヴァイオリンとピアノのための           | [ 18 ] |
| 2013  | ビアジオ・プティニャーノ         | 「アトラス・オブ・イマジネーション」ヴァイオリンとピアノのための                            | [ 19 ] |
| 2014  | カルロ・ペディーニ               | 「リピゼリアーナ」作品、ヴァイオリンとピアノのための                                        | ◯と◇ |
| 2015  | エドガル・アランディア・C.       | ヴァイオリン独奏曲「空を見つめ、風を聞く」                                                  | [ 21 ] |
| 2016  | アウレリオ・サモリ               | 「メタモルフォージ・ディ・エアロ」、ヴァイオリンとピアノのための                            | ◇ |
| 2017  | ロベルト・モリネッリ             | 「リコルディ・ディゾンツォ」ヴァイオリンとピアノのための                                    | [ 23 ] |
| 2018  | ピエロ・ニーロ                   | 「リピツァーに宛てたメモ」、ヴァイオリンとピアノのための                                    | [ 24 ] |
| 2019  | ロレンツォ・スバフィ             | カプリッチ幻想曲1番と2番、ヴァイオリン独奏曲                                                | R・リピツァー賞国際ヴァイオリンコンクールに献呈                                                                      |
| 2020※ | グイド・ピポロ                   | 「時間とともに振動する速い弦 : アクイレイア総主教区の思い出」、ヴァイオリン独奏用           | "※"＝コロナ禍（世界的流行は2019年末から）にあった2020年においても、例年と同じく9月に開催された（9月5日 - 9月13日）。 |
| 2021  | エレナ・プレヴィディ             | 「インフェルノ。ヴァイオリンと声楽のためのファンタジー」ダンテの「神曲」第5歌のテーマによる | [ 29 ] |
| 2022  | ヴィルジニオ・ゾッカテッリ       | 「My Elegiac Heart」ヴァイオリンとピアノのための                                            | [ 30 ] |
| 2023  | ダニエレ・ザネットヴィッチ       | 「グロリア変奏曲」ヴァイオリン独奏のための                                                  | [ 4 ] |
| 2024  | ジョヴァンニ・アルビニ           | 「ベートーヴェニアーナ」作品80 ヴァイオリンとピアノのための                                 | [ 5 ] |